# Francisco Pérez Tejada Padilla
Francisco José Pérez Tejada Padilla (Mexicali, Baja California, México; 2 de febrero de 1977). Es un político mexicano y exmiembro del Partido Revolucionario Institucional, empresario y licenciado en Negocios Internacionales. Fue Presidente Municipal del XX Ayuntamiento de Mexicali.

## Educación y vida personal
Hijo de Francisco José Pérez Tejada Aguilera y Nelly Padilla Gutiérrez. Estudió la licenciatura en Negocios Internacionales en la Facultad de Administración de CETYS Universidad y posteriormente alcanzó la Maestría en Administración por el mismo instituto. Su padre fue Presidente Municipal del XIV Ayuntamiento de Mexicali durante el periodo comprendido de 1992 a 1995 y posteriormente fue precandidato a Gobernador del estado de Baja California. Está casado con Emma Pedrero Corral.

## Actividad Partidista
Desde su juventud hasta el 2019 estuvo afiliado al Partido Revolucionario Institucional donde ha desempeñado los siguientes cargos:
- Secretario General del Frente Juvenil Revolucionario (1999)
- Consejero Político Estatal del Partido Revolucionario Institucional en Baja California
- Consejero Nacional Suplente del Partido Revolucionario Institucional

## Cargos de elección popular
Fue Presidente Municipal del XX Ayuntamiento de Mexicali para el periodo constitucional 2010-2013. Como presidente municipal ejerció el cargo de vicepresidente de asuntos fronterizos del Consejo Directivo 2011 de la Federación Nacional de Municipios de México (FENAMM). Fue vicepresidente para la reforma del Estado del Consejo Directivo 2012 de la Federación Nacional de Municipios de México (FENAMM), también fungió como integrante de la Asociación de Alcaldes de la Frontera Norte de México, A.C.
Francisco Pérez Tejada es reconocido por su gestión enfocada en el deporte, como nunca antes se destinaron millonarias cantidades en ese rubro, logrando la mejora de decenas de unidades deportivas y la construcción de otras tantas, entre las que destaca el Polideportivo en la zona de Los Santorales y la unidad deportiva Francisco Villa por Río Nuevo.
Logró la remodelación del centro histórico, la construcción del BRT, sistema para el uso exclusivo del transporte público. Construyó también mediante DIF el Centro VIFAC para mujeres embarazadas en desamparo. De igual forma remodeló la emblemática plaza de toros Calafia que se encontraba en abandono tras el terremoto del 2010.
Su Administración fue muy polémica, ya que lo acusan del desvío de 900 millones de pesos, de no reportar las cuotas a ISSSTECALI de los trabajadores del ayuntamiento y de la peor deuda en la historia de Mexicali.[cita requerida]
Por todo lo anterior se llevó a cabo el 27 de noviembre de 2014 un proceso en el congreso con la finalidad de realizarle un juicio político, pero los diputados de su partido votaron en contra, lo que provocó que saliera librado de dicho juicio político, aunque se dice que se solicitará un amparo Federal para anular la decisión del congreso Local.[cita requerida]

## Inhabilitación para ocupar cargos públicos
El 10 de marzo de 2015 la Sindicatura Municipal de Mexicali, Baja California, a cargo del síndico procurador Humberto Zúñiga Sandoval, dictaminó responsabilidad administrativa contra el exalcalde castigándolo con una multa que ascendió a 948 millones 792 mil 156 pesos e inhabilitándolo para evitar que ocupe cualquier cargo público durante diez años a partir de la fecha del dictamen. Se le declaró responsable, entre otras cosas, por la desaparición de las aportaciones de seguridad social de los trabajadores durante su gestión como Presidente Municipal (2010-2013) mismas que ascendían a una cifra superior a los 900 millones de pesos.  El resolutivo, fue fundamentado y encuadrado, en lineamientos de la Constitución Política de los Estados Unidos Mexicanos y de la correspondiente estatal de Baja California, de acuerdo con el artículo 62, fracción III y último párrafo de la Ley de Responsabilidades de los Servidores Públicos. A pesar de dicha resolución, el Partido Revolucionario Institucional (PRI) lo postuló como candidato a diputado federal por el distrito 7 de Baja California.[cita requerida]

## Consejos Directivos y Organismos Empresariales
Ha formado parte de los Consejos Directivos de distintas empresas entre las que destacan: Bloquera Moderna, S.A. de C.V., Terrenos Industriales de Mexicali, S.A. de C.V., Empresa de Servicios Pérez Tejada, S.A. de C.V., Productos de Barro, S.A. de C.V., Distribuidora Moderna de Mexicali, S.A. de C.V., Inmobiliaria y Promotora de Mexicali, S.A. de C.V., Promotora y Constructora Baja, S.A. de C.V., Transformadora de Plásticos de Mexicali, S.A. de C.V.
En la Cámara Nacional de la Industria de la Transformación (CANACINTRA) Delegación Mexicali ocupó los siguientes cargos:
- Miembro del Consejo Directivo, (1999-2001)
- Vicepresidente de Comercio Exterior, Aduanas y Transporte, (2001-2003)
- Vicepresidente de Industria Nacional, (2003-2005)
- Secretario de la Mesa Directiva, (2005-2007)
- Consejero Nacional de CANACINTRA, (2003 - en el cargo)
- Coordinador del Bloque Industrial de CANACINTRA Baja California y parcial de Sonora
Representaciones Empresariales
- Miembro de la Comisión Consultiva del INFONAVIT, Sector Empresarial
- Miembro del Consejo de Urbanización de Mexicali, Sector Empresarial
- Miembro del Consejo de FIPATERM y CFE, Sector Empresarial
- Miembro de la Comisión de Catastro del Ayuntamiento de Mexicali
- Representante de Canacintra en el Consejo Coordinador Empresarial, 2004 a la fecha
- Consejero del Bloque Industrial de Canacintra en Baja California y parte de Sonora

## Expulsión por parte del PRI
El 23 de abril del 2019 el Partido Revolucionario Institucional expulsó a Francisco debido a que publicó su apoyo al candidato a Gobernador Jaime Bonilla Valdez por la coalición Juntos haremos historia en Baja California (MORENA-PT-PVEM-Transformemos) en vez de apoyar a Enrique Acosta Fregoso del PRI.